# Paracalliope fluviatilis
Paracalliope fluviatilis är en kräftdjursart som först beskrevs av Thomson 1879.  Paracalliope fluviatilis ingår i släktet Paracalliope och familjen Paracalliopiidae. Inga underarter finns listade i Catalogue of Life.